# Таллат-Кялпша, Юозас
Юо́зас Талла́т-Кялпша́ (лит. Juozas Tallat-Kelpša; 1 января 1889, Калнуяй — 5 февраля 1949, Вильнюс) — советский и литовский композитор, дирижёр, педагог и музыкально-общественный деятель. Заслуженный деятель искусств Литовской ССР (1945). Лауреат Сталинской премии первой степени (1948).

## Биография
Ю. А. Таллат-Кялпша родился 1 января 1889 года в деревне Калнуяй (ныне Литва). В 1900 году окончив народное училище в местечке Илакяй, учился в Рокишкисе, затем в Вильно в училище Русского музыкального общества (1905—1907).
С 1907 года жил в Санкт-Петербурге, учился в консерватории (педагоги А. К. Лядов, М. О. Штейнберг, Я. Витол), руководил литовскими хорами, дирижировал в постановках оперетт. Во время каникул в 1909 году подготовил в Вильно постановку оперы Микаса Петраускаса «Бируте» и был дирижёром постановки.
В 1916 году окончил Петроградскую консерваторию. В 1918 году вернулся в Литву. Был членом Музыкальной коллегии при Наркомате просвещения Литвы. В Вильно организовал смешанный хор, преподавал.
С 1919 года жил в Каунасе. Работал заведующим музыкального отдела департамента искусства Министерства просвещения. В конце 1919 года получил стипендию для стажировки в Берлине. Вернувшись весной 1920 года, стал одним из основателей и постоянным дирижёром Оперного театра в Каунасе (с 1948 года ЛитАТОБ в Вильнюсе).
С 1920 года преподавал в Каунасском музыкальном училище (с 1933 года — в Каунасской консерватории). С 1948 года профессор, руководил оперной студией.
Председатель правления Союза композиторов Литовской ССР (1948—1949). Член правления Союза композиторов СССР.
Ю. А. Таллат-Кялпша умер 5 февраля 1949 года в Вильнюсе. Похоронен на кладбище Расу.

## Творчество
Записал свыше 700 народных литовских и белорусских песен.
- опера «Дочь старшины» (1938) и другие
- «Кантата о Сталине» (1947; слова Саломеи Нерис)
- симфоническая пьеса «Грустная песня» (1931)
- марш «Не сдадимся !» (1940)
- сюита для квартета деревянных духовых инструментов на темы народных песен (1946)
- увертюра на темы литовских народных песен (1945)
- романсы, хоры, инструментальные произведения, музыка к драматическим спектаклям
- песни на стихи Людаса Гиры, Балиса Сруоги, Майрониса[1]

## Награды и премии
- Орден Великого князя Литовского Гядиминаса (1929)
- Орден Витаутаса Великого третьей степени (1938)[1]
- Сталинская премия первой степени (1948) — за «Кантату о Сталине» (1947)[3]
- Заслуженный деятель искусств Литовской ССР (1945)

## Память
В 1988 году на доме в Каунасе на аллее Лайсвес, в котором композитор жил в 1919—1920 годах, установлена мемориальная плита с барельефом (скульптор Стасис Жиргулис).